# Rainbow Sun Francks
Rainbow Sun Francks (Toronto, 3 dicembre 1979) è un attore canadese.

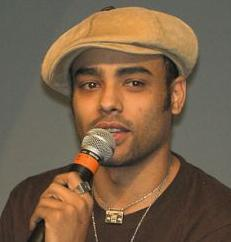
Rainbow Sun Francks

Ha interpretato il tenente Aiden Ford nella serie televisiva Stargate Atlantis.
Ha recitato anche in quattro stagioni di The Listener.